# قلعه گردنه شاهزاده عبدالله
شاهزاده عبدالله فردي مرتاض بوده كه در زمان قاجاريه خانه اي در ورودي شهر قير ( از طرف خنج) ساخته بوده است و مردم براي گرفتن حاجت به او مراجعه مي كردند اما پس از مدتي كذب او مشخص شد و با رسيدن قشون دولتي از آنجا متواري مي شود.
با توجه به اسم و آوازه رياضتش كم كم خانه گچي اش به قلعه شاهزاده عبداالله تغيير نام مي دهد و گردنه مجاور نيز به نام گردنه قلعه شاهزاده عبداالله معروف مي شود.
بقایای قلعه گردنه شاهزاده عبدالله مربوط به دوره ساسانیان است و در شهرستان قیروکارزین، بخش مرکزی، کیلومتری ۶ جاده قیر به خنج، گردنه شاهزاده عبدالله، سمت راست جاده واقع شده و با شمارهٔ ثبت ۲۶۶۳۵ به‌عنوان یکی از آثار ملی ایران به ثبت رسیده است.